# Fitriani
Fitriani (* 27. Dezember 1998 in Garut) ist eine indonesische Badmintonspielerin. 

## Karriere
Fitriani startete 2013 bei den Junioren-Badmintonasienmeisterschaften und bei den Asian Youth Games, wo sie im Mixed im Viertelfinale stand. Im gleichen Jahr siegte sie auch bei den Tangkas Juniors im Dameneinzel. Bei den Islamic Solidarity Games 2013 gewann sie Bronze im Einzel und Silber mit dem indonesischen Team.